# 1. Marineflakregiment
Het 1. Marineflakregiment was een Duitse militaire eenheid in de Tweede Wereldoorlog. De eenheid werd opgericht uit onderdelen van het Marineflakgruppenkommando Kiel op 4 januari 1940. Tijdens haar gehele bestaan was de eenheid gestationeerd in Kiel, waar het voornamelijk belast werd met de bescherming van de haven tegen luchtaanvallen. Op 1 mei 1942 werd de eenheid omgevormd tot de I. Marineflakbrigade.
Het 1. Marineflakregiment was onderdeel van de Küstenbefehlshaber westliche Ostsee

## Commandant
- Konteradmiral Wilhelm Matthies (4 januari 1940 - 30 april 1942)

## Samenstelling
- Marineflakabteilung 211
- Marineflakabteilung 221
- Marineflakabteilung 231
- Marineflakabteilung 241
- Marineflakabteilung 251
- Marineflakabteilung 261
- Marineflakabteilung 271
- Marineflakabteilung 281